# Franciszek Ossoliński (1625–1648)
Franciszek Ossoliński  herbu Topór (ur. w 1625, zm. w 1648) – podczaszy królowej Polski Ludwiki Marii Gonzagi w 1646 roku, starosta bydgoski i lubaczowski, starosta brodnicki w latach 1645–1648.

## Życiorys
Urodził się w 1623, prawdopodobnie Ossolinie. Był synem wielkiego kanclerza koronnego Jerzego Ossolińskiego i Izabelli, córki podskarbiego wielkiego koronnego Mikołaja Daniłowicza.
Otrzymał staranne wykształcenie w kraju. Ojciec zapewnił mu najlepszych pedagogów, wychowanków uniwersytetu w Lowanium. W 1645 r. otrzymał od ojca drogą cesji starostwo bydgoskie.
O jego rządach starościńskich niewiele wiadomo. Nie ulega jednak kwestii, iż zabiegał on podobnie jak jego ojciec, o rozwój gospodarczy Bydgoszczy i dbał, by starostwo przynosiło dochody. 10 marca 1646 r. wystawił dokument - kontrakt nadający na prawie olęderskim grunt i młyn w miejscowości Suszkowa (dzisiejsze bydgoskie przedmieście Czyżkówko) znanemu mieszczaninowi bydgoskiemu Andrzejowi Paulusikowi.  Na tym gruncie Paulusik miał zbudować pierwszą w Bydgoszczy papiernię. Dokument wystawiony przez Ossolińskiego 17 marca 1646 r. zatwierdził król Władysław IV Waza.
6 czerwca 1648 r. zmarł nagle, mając zaledwie dwadzieścia trzy lata. Był żonaty z Katarzyną z Działyńskich, córką wojewody pomorskiego Pawła. Małżeństwo było bezdzietne.